# Ratman (film)
Pour les articles homonymes, voir Ratman.
Pour plus de détails, voir Fiche technique et Distribution.
Ratman (Quella villa in fondo al parco) est un film d'épouvante italien réalisé par Giuliano Carnimeo et sorti en 1988.

## Synopsis
Le corps d'un mannequin, dévoré par des rats, est retrouvé sur une île des Caraïbes. Terry, la sœur de la victime, arrive sur les lieux et enquête avec l'aide d'un auteur de romans policiers rencontré à l'aéroport. Personne ne sait que le meurtrier est un mutant féroce, mi-singe, mi-rat.

## Fiche technique
- Titre français : Ratman ou La Villa au fond du parc[1]
- Titre original italien : Quella villa in fondo al parco[2]
- Réalisateur : Giuliano Carnimeo (sous le nom d'« Anthony Ascot »)
- Scénario : Dardano Sacchetti, Elisa Briganti (it)
- Photographie : Roberto Girometti
- Montage : Vincenzo Tomassi (it)
- Musique : Stefano Mainetti (it)
- Production : Gianfranco Couyoumdjian (it)
- Sociétés de production : Fulvia Film
- Pays de production :  Italie
- Langue originale : italien
- Format : Couleur - Son mono - 35 mm
- Durée : 82 minutes
- Genre : Épouvante fantastique
- Dates de sortie :
  - Italie : 20 avril 1988
  - France : 1989[1]

## Distribution
- David Warbeck : Fred Williams
- Werner Pochath : Mark
- Eva Grimaldi : Marlis
- Nelson de la Rosa : Ratman, l'homme souris
- Janet Agren : Terry
- Luisa Menon : Peggy
- Anna Silvia Grullon : Monique
- Franklin Dominguez
- Pepito Guerra
- Victor Pujols